# Банки України

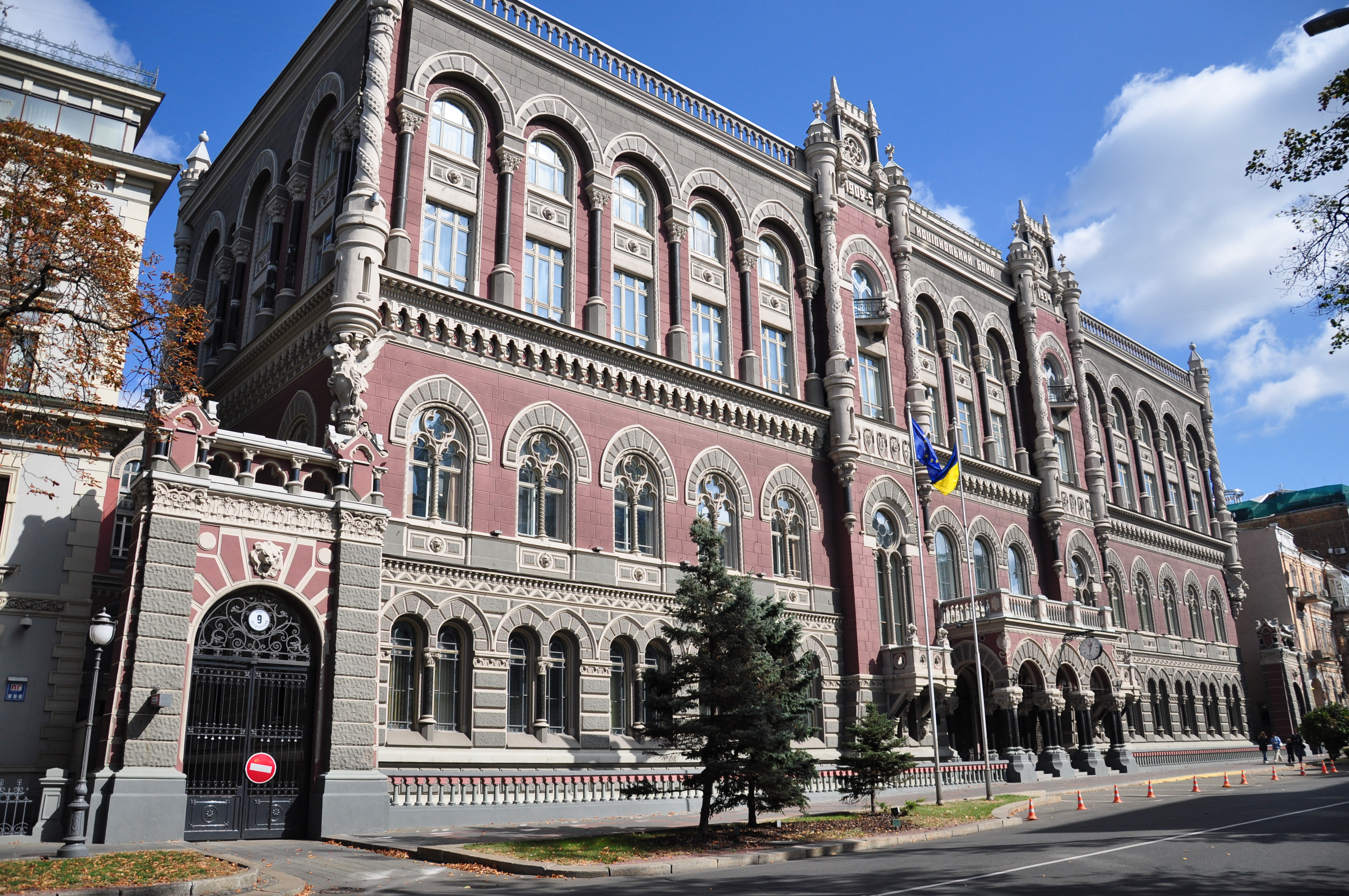
Національний банк України — центральний банк та головний регулятор банківської системи в Україні

В Україні, як і в більшості країн світу, функціонує дворівнева банківська система, яка складається з Національного банку України на першому рівні та інших банків, а також філій іноземних банків, що створені і діють на території України, на другому рівні.
Національний банк України (НБУ) є центральним банком України, особливим центральним органом державного управління, юридичний статус, завдання, функції, повноваження і принципи організації якого визначаються Конституцією України, Законом України «Про Національний банк України» та іншими законами України. Основною функцією Національного банку є забезпечення стабільності грошової одиниці України — гривні. До інших функцій НБУ, зокрема, належать формування грошово-кредитної політики країни, емісія національної валюти, емісія цифрових грошей Національного банку, здійснення валютного регулювання, забезпечення накопичення та зберігання золотовалютного резерву та здійснення операцій із золотовалютним резервом та банківськими металами.
Національний банк України надає кредити рефінансування комерційним банкам, управляє їх касовими резервами та забезпечує розрахунки між ними. Він не може володіти їх акціями (державні комерційні банки в Україні належать Уряду, а не НБУ), кредитувати та приймати депозити від приватних осіб та компаній. Отримання прибутку не є основною метою НБУ, але він може виникати в процесі його діяльності.
Крім нагляду за банківськими установами, Національний банк України також регулює діяльность небанківських фінансових установ і ринок небанківських фінансових послуг (страхові, лізингові, колекторські та інші фінансові компанії, кредитні спілки, ломбарди тощо).
Отримання прибутку, через надання банківських послуг фізичним і юридичним особам, установами та організаціям, через здійснення іншої інвестиційної діяльності, у спрощеному розумінні, є основною метою діяльності комерційних банків. Національний банк України не використувує термін «комерційні» відносно до банківської системи України та поділяє банки на такі групи:
- банки з державною часткою — банки, в яких держава прямо чи опосередковано володіє часткою понад 75 % статутного капіталу банку;
- банки іноземних банківських груп — банки, контрольні пакети акцій яких належать іноземним банкам або іноземним фінансово-банківським групам;
- банки з приватним капіталом — банки, в яких серед кінцевих власників істотної участі є один чи кілька приватних інвесторів, що прямо та/або опосередковано володіють не менше ніж 50 % статутного капіталу банку.

Всі банки України, що мають чинну банківську ліцензію, відповідно до законодавства, є учасникам Фонду гарантування вкладів фізичних осіб.
За 2022 рік в Україні кількість діючих банків скоротилась на 4 та станом на 1 січня 2023 року працювало 67 банків. Загальні активи банківської системи на 01.01.2023 склали 2,351 трлн грн., що на 14 % більше ніж на початок 2022 року (2,053 трлн грн. на 01.01.2022). Активи в іноземній валюті зросли за рік на 25 %, з 583 млрд грн (в еквіваленті) станом на 01.01.2022 до 731 млрд грн. відповідно на початок 2023 року.
На початок 2023 року на території Україні працювало 5336 відділень діючих банків. За 2022 рік кількість відділень скоротилась на 180 проти 5516 станом на 01.01.2022. 10 банків працювали без відділень.
У 2023 році Національним банком України було відкликано ліцензію в 4 банків. Таким чином, станом на 01.01.2024 року в Україні працювало 63 банки. За 2023 рік банки отримали 83,2 млрд грн чистого прибутку. Із червня до грудня 2023 року обсяги чистих гривневих корпоративних кредитів збільшилися на 7,7 %.
У 2024 році 1 банк припинив банківську діяльність без припинення юридичної особи.
Станом на 01.01.2025 року в Україні мали чинну банківську ліцензію 62 банки, серед яких 26 — з іноземним капіталом, а  з них 19 — зі 100 % іноземним капіталом. Працювало 4948 відділень діючих банків. Загальна сума активів банківської системи станом на 01.12.2024 становила 3,258 трлн. грн.

## Історія банківської системи
Банківська справа в українських землях, які знаходилися під владою Російської імперії, починається із державних банків. У 1860 році було відкрито контори Державного банку Російської імперії у Києві, Харкові, Одесі та відділення у Полтаві. Згодом створювалися іпотечні банки: Земський банк Херсонської губернії в Одесі (1864), Харківський (1871), Київський (1872), Бессарабсько-Таврійський в Одесі та Полтавський земельний банки. Були створені також відділення російських державних іпотечних банків (Селянського поземельного та Державного дворянського земельного).
20 жовтня 1868 року в Києві запрацював перший приватний банк. Він так і називався —Київський приватний комерційний банк. Установа пропрацювала 50 років і закрилася лише  після приходу до влади більшовиків. Як у цілому і решта приватних банківських установ.
Певні спроби створити самостійну банківську систему робилися за часів незалежності України. У січні 1918 року Київську контору Державного банку Російської імперії та його місцеві установи було перетворено в Український державний банк та його відділення. Майно ліквідованих українських представництв Дворянського земельного і Селянського поземельного банків було передане створеному 23 серпня 1918 року Державному земельному банку. Функціонували також відділення державних ощадних кас. Але непевна політична ситуація та воєнні дії не сприяли активній діяльності фінансових інститутів. За часів перебування України у складі Радянського Союзу банківська система складалася із Державного банку СРСР і галузевих банків, які повністю належали державі. У 30-х роках XX століття довгостроковим кредитуванням займалися спеціалізовані банки: Банк довгострокового кредитування промисловості й електрогосподарства, Центральний банк комунального господарства і житлового будівництва, Центральний сільськогосподарський банк та інші. Державний банк здійснював короткострокове кредитування й міжнародні розрахунки, обслуговував державний бюджет, складав план кредитування господарства, організовував грошовий обіг і розрахунки.
Новий етап розвитку банківської системи України розпочався з відновленням української незалежності. Протягом 1991—1992 років НБУ починає перереєстрацію комерційних банків, які були зареєстровані Держбанком СРСР. Акціонуються державні банки, відбувається процес перетворення державних спеціалізованих банків на комерційні. Державні банки Промінвестбанк СРСР, Агропромбанк, Укрсоцбанк акціонуються, а вірніше приватизуються персоналом банків і основними клієнтами.
На другому етапі (1992—1993 рр.) з'являються банки «нової хвилі» − Аваль, Інко, Відродження, Трансбанк, ПриватБанк. У цей самий період починається масове створення дрібних банків, які при невеликих капіталах заробляли гроші на інфляційних процесах. Кінець 1992 р. — 133 банки, 1993 р. — 211, на кінець 1995 р. — 230 банків.
Третій етап (1994—1996 рр.). Припинилися інфляційні процеси і запроваджена система регулювання діяльності банків (1994 р. − ліквідовано 11 банків, 1995 р. — 20, 1996 р. — 45 банків). Відкриваються представництва іноземних банків, близько 70 банків змінили власників. Водночас немає єдиної концепції становлення і розвитку банківської системи. 
Четвертий етап (1996—1998 рр.). Відбувається стабілізація банківської системи, посилення контролю і запровадження національної валюти — гривні.
Наприкінці 1998 року банківська система України складалась із 214 банків, які мали 2321 філію.
До початку російсько-української війни 2014 року фінансовий сектор України був недостатньо розвиненим і значною мірою заснованим на банках. Протягом 2015—2019 рр. банківський сектор України зіткнувся з комплексом проблем, основна частина яких має загальноекономічний характер, а частина — породжена невиваженою політикою Національного банку України.
Травматичний досвід країни під час переходу від планової до ринкової економіки — у поєднанні зі слабкими інституціями та значною нерівністю (а, отже, невеликою базою місцевих інвесторів) — стримував розвиток фінансових ринків. Внаслідок цієї кризи та запровадження належного нагляду з боку Національного банку України (НБУ) частка непрацюючих кредитів (NPL) виросла з менш ніж однієї п'ятої обсягу кредитів у 2013 році до понад половини всіх кредитів у 2017 році.

## Діючі банки
| №  | Назва банку                                | Назва згідно довідника НБУ                                                    | Вебсайт                   | Адреса головного офісу                |
| -- | ------------------------------------------ | ----------------------------------------------------------------------------- | ------------------------- | ------------------------------------- |
| 1  | А-Банк                                     | Акціонерне товариство «Акцент-Банк»                                           | a-bank.com.ua             | Дніпро, вул. Батумська, 11            |
| 2  | Агропросперіс Банк                         | Акціонерне товариство «Агропросперіс банк»                                    | ap-bank.com               | Київ, вул. Дегтярівська, 27Т (літ. А) |
| 3  | Акордбанк                                  | Публічне акціонерне товариство "Комерційний банк «Акордбанк»                  | accordbank.com.ua         | Київ, вул. Стеценка, 6                |
| 4  | Альтбанк                                   | Акціонерне товариство «Альтбанк»                                              | altbank.ua                | Київ, вул. Вузівська, 5               |
| 5  | Альянс                                     | Акціонерне товариство «Банк Альянс»                                           | bankalliance.ua           | Київ, вул. Січових Стрільців, 50      |
| 6  | Асвіо Банк                                 | Акціонерне товариство «Асвіо Банк»                                            | asviobank.ua              | Чернігів, вул. Преображенська, 2      |
| 7  | Банк Авангард                              | Акціонерне товариство «Банк Авангард»                                         | avgd.ua                   | Київ, вул. Шолуденка, 3               |
| 8  | Банк Восток                                | Публічне акціонерне товариство «Банк Восток»                                  | bankvostok.com.ua         | Дніпро, вул. Курсантська, 24          |
| 9  | Банк Грант                                 | Акціонерне товариство "Східно-український банк «Грант»                        | grant.ua                  | Харків, вул. Данилевського, 19        |
| 10 | Банк Інвестицій та Заощаджень              | Публічне акціонерне товариство «Банк інвестицій та заощаджень»                | bisbank.com.ua            | Київ, вул. Мельникова, 83Д            |
| 11 | Банк Траст-Капітал                         | Акціонерне товариство «Банк Траст-Капітал»                                    | tc-bank.com               | Київ, вул. Підвисоцького, 7           |
| 12 | Банк 3/4                                   | Акціонерне товариство «Банк 3/4»                                              | bank34.ua                 | Київ, вул. Кирилівська, 25            |
| 13 | Банк Український Капітал                   | Публічне акціонерне товариство "Банк «Український капітал»                    | ukrcapital.com.ua         | Київ, пр. Перемоги, 67                |
| 14 | Банк Фамільний                             | Приватне акціонерне товариство «Банк Фамільний»                               | fbank.com.ua              | Київ, Голосіївський пр-т, 26А         |
| 15 | БТА Банк                                   | Акціонерне товариство «БТА Банк»                                              | btabank.ua                | Київ, вул. Д. Щербаківського, 35      |
| 16 | Глобус                                     | Публічне акціонерне товариство "Комерційний Банк «Глобус»                     | globusbank.com.ua         | Київ, пров. Куренівський, 19/5        |
| 17 | Deutsche Bank                              | Акціонерне товариство «Дойче Банк ДБУ»                                        | db.com                    | Київ, вул. Лаврська, 20               |
| 18 | Європромбанк                               | Акціонерне товариство «Європейський промисловий банк»                         | europrombank.kiev.ua      | Київ, бул. Тараса Шевченка, 11        |
| 19 | Ідея Банк                                  | Акціонерне товариство «Ідея Банк»                                             | ideabank.ua               | Львів, вул. Валова, 11                |
| 20 | ING                                        | Акціонерне товариство «ІНГ Банк Україна»                                      | ingbankukraine.com        | Київ, вул. Спаська, 30А               |
| 21 | Індустріалбанк                             | Публічне акціонерне товариство "Акціонерний комерційний банк «Індустріалбанк» | industrialbank.ua         | Київ, вул. Генерала Алмазова, 18/7    |
| 22 | Кліринговий Дім                            | Публічне акціонерне товариство "Банк «Кліринговий дім»                        | clhs.kiev.ua              | Київ, вул. Борисоглібська 5А          |
| 23 | Кредит Дніпро                              | Акціонерне товариство «Банк Кредит Дніпро»                                    | creditdnepr.com.ua        | Київ, вул. Жилянська, 32              |
| 24 | Комінбанк                                  | Акціонерне товариство «Комерційний Індустріальний Банк»                       | cib.com.ua                | Київ, вул. Бульварно-Кудрявська, 6    |
| 25 | Кредит Європа Банк                         | Акціонерне товариство «Кредит Європа Банк»                                    | crediteurope.com.ua       | Київ, вул. Мечнікова, 2               |
| 26 | Кредитвест                                 | Акціонерне товариство «Вест Файненс Енд Кредит Банк»                          | creditwest.ua             | Київ, вул. Леонтовича, 4А-А1          |
| 27 | Креді Агріколь Банк                        | Публічне акціонерне товариство «Креді Агріколь Банк»                          | credit-agricole.ua        | Київ, вул. Пушкінська, 42/4           |
| 28 | Кредобанк                                  | Публічне акціонерне товариство «Кредобанк»                                    | kredobank.com.ua          | Львів, вул. Сахарова, 78              |
| 29 | Кристалбанк                                | Акціонерне товариство «Кристалбанк»                                           | crystalbank.com.ua        | Київ, вул. Кудрявський узвіз, 2       |
| 30 | Львів                                      | Публічне акціонерне товариство "Акціонерно-комерційний банк «Львів»           | banklviv.com              | Львів, вул. Сербська, 1               |
| 31 | МетаБанк                                   | Акціонерне товариство «МетаБанк»                                              | mbank.com.ua              | Запоріжжя, пр-т Металургів, 30        |
| 32 | Міжнародний інвестиційний банк             | Акціонерне товариство «Міжнародний Інвестиційний Банк»                        | ii-bank.com.ua            | Київ, вул. Лаврська, 16               |
| 33 | Мотор Банк                                 | Акціонерне товариство «Мотор-банк»                                            | motor-bank.ua             | Запоріжжя, пр-т Моторобудівників, 54Б |
| 34 | МТБ Банк                                   | Публічне акціонерне товариство «МТБ БАНК»                                     | mtb.ua                    | Одеса, Польський узвіз, 11            |
| 35 | Оксі Банк                                  | Публічне акціонерне товариство «Оксі Банк»                                    | okcibank.com.ua           | Львів, вул. Газова, 17                |
| 36 | ОТП Банк                                   | Акціонерне товариство «ОТП Банк»                                              | otpbank.com.ua            | Київ, вул. Жилянська, 43              |
| 37 | Ощадбанк                                   | Публічне акціонерне товариство «Державний ощадний банк України»               | oschadbank.ua             | Київ, вул. Госпітальна, 12Г           |
| 38 | Перший Інвестиційний Банк                  | Акціонерне товариство «Перший Інвестиційний Банк»                             | pinbank.ua                | Київ, пл. Перемоги, 1                 |
| 39 | Південний                                  | Публічне акціонерне товариство "Акціонерний банк «Південний»                  | bank.com.ua               | Одеса, вул. Краснова, 6/1             |
| 40 | Піреус Банк                                | Акціонерне товариство «Піреус Банк МКБ»                                       | piraeusbank.ua            | Київ, вул. Іллінська, 8               |
| 41 | Полікомбанк                                | Акціонерне товариство «Полікомбанк»                                           | poli.com.ua               | Чернігів, вул. О. Молодчого, 46       |
| 42 | Полтава-банк                               | Акціонерне товариство «Полтава-банк»                                          | poltavabank.com           | Полтава, вул. Пилипа Орлика, 40А      |
| 43 | Правекс Банк                               | Акціонерне товариство «Правекс Банк»                                          | pravex.com.ua             | Київ, Кловський узвіз, 9/2            |
| 44 | ПриватБанк                                 | Акціонерне товариство "Комерційний банк «Приватбанк»                          | privatbank.ua             | Дніпро, вул. Набережна Перемоги, 50   |
| 45 | ПроКредит                                  | Акціонерне товариство «Прокредит Банк»                                        | procreditbank.com.ua      | Київ, пр-т Перемоги, 107А             |
| 46 | ПУМБ                                       | Акціонерне товариство «Перший Український Міжнародний Банк»                   | pumb.ua                   | Київ, вул. Андріївська, 4             |
| 47 | Радабанк                                   | Акціонерне товариство "Акціонерний банк «Радабанк»                            | radabank.com.ua           | Дніпро, вул. Володимира Мономаха, 5   |
| 48 | Райффайзен Банк                            | Акціонерне товариство «Райффайзен Банк»                                       | aval.ua                   | Київ, вул. Лєскова, 9                 |
| 49 | RWS bank                                   | Акціонерне товариство «РВС банк»                                              | rwsbank.com.ua            | Київ, вул. Введенська, 29/58          |
| 50 | SEB                                        | Акціонерне товариство «СЕБ Корпоративний Банк»                                | sebgroup.com              | Київ, вул. Михайлівська, 7            |
| 51 | Сенс Банк (Sense Bank)                     | Акціонерне товариство «Сенс Банк»                                             | https://sensebank.com.ua/ | Київ, вул. Велика Васильківська, 100  |
| 52 | Сітібанк                                   | Акціонерне товариство «Сітібанк»                                              | citigroup.com             | Київ, вул. Ділова, 16Г                |
| 53 | Sky Bank                                   | Акціонерне товариство «Скай банк»                                             | sky.bank                  | Київ вул. Гончара Олеся, 76/2         |
| 54 | Таскомбанк                                 | Акціонерне товариство «Таскомбанк»                                            | tascombank.com.ua         | Київ, вул. Симона Петлюри, 30         |
| 55 | Український банк реконструкції та розвитку | Акціонерне товариство «Український банк реконструкції та розвитку»            | ubrr.com.ua               | Київ, вул. Олексія Терьохіна, 4       |
| 56 | Укргазбанк                                 | Публічне акціонерне товариство "Акціонерний банк «Укргазбанк»                 | ukrgasbank.com            | Київ, вул. Єреванська, 1              |
| 57 | Укрексімбанк                               | Публічне акціонерне товариство «Державний експортно-імпортний банк України»   | eximb.com                 | Київ, вул. Антоновича, 127            |
| 58 | Укрсиббанк                                 | Акціонерне товариство «Укрсиббанк»                                            | ukrsibbank.com            | Київ, вул. Андріївська, 2/12          |
| 59 | Універсал Банк                             | Публічне акціонерне товариство «Універсал Банк»                               | universalbank.com.ua      | Київ, вул. Автозаводська, 54/19       |
| 60 | Юнекс Банк                                 | Акціонерне товариство «Юнекс Банк»                                            | unexbank.ua               | Київ, вул. Почайнинська, 38           |

### Віртуальні банки
Віртуальний банк (також часто «Мобільний банк», «Цифровий банк») — банк, який здійснює свою діяльність на основі ліцензії іншого (материнського) банку. Такі банки позиціюють себе на ринку як окремі банківські установи — з відмінною маркетинговою та тарифною політикою, однак з юридичної сторони вони продовжують вести діяльність від імені материнської установи, відповідно їх фінансовий стан продовжує бути цілком залежним від фінансового стану материнського банку.
Станом на 1 травня 2020 року в Україні працювало 4 віртуальних банки, що обслуговують переважно фізичних осіб. Вони позиціюють себе як виключно «мобільні банки» — орієнтовані на обслуговування віддалено через мобільний додаток, сайт або контакт-центр, за відсутності відділень. До того ж деякі додаткові послуги все ж можуть надаватися через відділення материнських банків.
Два з необанків — todobank, як продукт АТ «Мегабанк» та neobank, як продукт Concord Bank завершили свою історію з початком ліквідації «материнських» банків.
| # | Назва банку          | Вебсайт      | Ліцензія       | Юридична назва ліцензійного банку               |
| - | -------------------- | ------------ | -------------- | ----------------------------------------------- |
| 1 | monobank             | monobank.ua  | Універсал Банк | Публічне акціонерне товариство «Універсал Банк» |
| 2 | O.Bank               | obank.com.ua | Ідея Банк      | Акціонерне товариство «Ідея Банк»               |
| 3 | Банк Власний Рахунок | bvr.ua       | Банк Восток    | Публічне акціонерне товариство «Банк Восток»    |
| 4 | izibank              | izibank.ua   | Таскомбанк     | Акціонерне товариство «Таскомбанк»              |

### Системно важливі банки
- А-Банк
- Приватбанк
- Ощадбанк
- Укрексімбанк
- Укргазбанк
- Sense Bank
- Райффайзен Банк Аваль
- ПУМБ
- Укрсиббанк
- Таскомбанк
- Універсал банк
- Кредобанк
- ОТП банк
- Південний
- Креді Агріколь Банк [75]

### Відділення банків
У 2022 році, переважно через вплив війни в Україні було скорочено кожне п'яте банківське відділення.
На початок 2022 року було 6680 відділень, на кінець — залишилось 5331.
Скорочення банківської мережі триває багато років поспіль: за останні 5 років вона зменшилась удвічі, 10 років — майже учетверо.
Відділення скорочувались через виведення банків з ринку, впорядкування мереж державними банками та економічну оптимізацію із розвитком банківських технологій.
Найбільше скорочувалися відділення та персонал у регіонах, де велися чи наразі відбуваються активні бойові дії: у Харківській, Запорізькій, Донецькій, Херсонській областях, а також Києві. Для прикладу мережа у Херсонській області за 2022 рік скоротилась учетверо із 167 до 46 відділень.
Станом на 7 лютого 2025 року в Україні працювало 4917 відділень банків.

### Перелік найбільших банків за активами (топ-20)
| №                | Назва банку         | Власники істотної участі                                                                               | Загальні активи на 01.01.2022 (млрд. грн) | Загальні активи на 01.01.2023 (млрд. грн) | Зміна за рік |
| ---------------- | ------------------- | --- | ----------------------------------------- | ----------------------------------------- | ------------ |
| 1                | Приватбанк          | Міністерство фінансів України                                                                          | 582,851                                   | 734,413                                   | ▲ 26 %       |
| 2                | Ощадбанк            | Міністерство фінансів України                                                                          | 249,937                                   | 298,158                                   | ▲ 19 %       |
| 3                | Укрексімбанк        | Міністерство фінансів України                                                                          | 210,062                                   | 256,500                                   | ▲ 22 %       |
| 4                | Райффайзен Банк     | Raiffeisen Bank International AG Європейський банк реконструкції та розвитку                           | 133,651                                   | 187,290                                   | ▲ 40 %       |
| 5                | Укргазбанк          | Міністерство фінансів України                                                                          | 130,263                                   | 146,351                                   | ▲ 12 %       |
| 6                | ПУМБ                | Рінат Ахметов                                                                                          | 110,134                                   | 127,791                                   | ▲ 16 %       |
| 7                | Укрсиббанк          | BNP Paribas S.A. Європейський банк реконструкції та розвитку                                           | 79,519                                    | 113,072                                   | ▲ 42 %       |
| 8                | ОТП                 | OTP Bank Plc (ОТР Group)                                                                               | 73,425                                    | 100,416                                   | ▲ 37 %       |
| 9                | Сенс Банк           | На 01.01.2023: Косогов Андрій, Михайло Фрідман, Пьотр Авен З 23.07.2023: Міністерство фінансів України | 125,348                                   | 96,063                                    | ▼ -23 %      |
| 10               | Універсал Банк      | Сергій Тігіпко                                                                                         | 60,207                                    | 95,220                                    | ▲ 58 %       |
| 11               | Креді Агріколь Банк | Crédit Agricole S.A                                                                                    | 56,671                                    | 79,245                                    | ▲ 40 %       |
| 12               | Сітібанк            | Citigroup Inc.                                                                                         | 33,770                                    | 52,198                                    | ▲ 55 %       |
| 13               | Південний           | Юрій Родін, Марк Беккер, Алла Ванецьянц, Тамара Родіна                                                 | 49,027                                    | 49,655                                    | ▲ 1 %        |
| 14               | Кредобанк           | PKO Bank Polski                                                                                        | 33,989                                    | 41,619                                    | ▲ 22 %       |
| 15               | Прокредит Банк      | ProCredit Holding                                                                                      | 32,301                                    | 36,552                                    | ▲13 %        |
| 16               | Таскомбанк          | Сергій Тігіпко                                                                                         | 31,646                                    | 32,413                                    | ▲ 2 %        |
| 17               | А-Банк              | Григорій Суркіс, Ігор Суркіс, Марина Суркіс, Світлана Суркіс                                           | 15,951                                    | 22,072                                    | ▲ 38 %       |
| 18               | Банк Кредит Дніпро  | Олександр Ярославський                                                                                 | 23,562                                    | 21,299                                    | ▼ -10 %      |
| 19               | Банк Восток         | Володимир Костельман, Вадим Мороховський, Лія Мороховська, Олег Сотников, Роман Чигір                  | 19,859                                    | 21,167                                    | ▲ 7 %        |
| 20               | ІНГ Банк Україна    | ING Groep N.V.                                                                                         | 13,648                                    | 16,022                                    | ▲ 17 %       |
| Всього по ТОП-20 | Всього по ТОП-20    | Всього по ТОП-20                                                                                       | 2065,821                                  | 2527,516                                  | ▲ 22 %       |

## Статистична інформація

### 20 найбільших банків (за загальним прибутком)
У таблиці перераховано 20 найбільш прибуткових українських банків за 2018 рік. Також вказані прибутки/збитки цих банків за попередній 2017 рік та їх приріст у 2018 році в порівнянні з 2017 роком (при обчисленні приросту між збитками та прибутком в дужках вказане відсоткове відношення прибутку до збитку).
| #  | Банк                                             | Загальний прибуток за 2018 р., тис. грн. | Загальний прибуток за 2017 р., тис. грн. | Приріст, % |
| -- | ------------------------------------------------ | ---------------------------------------- | ---------------------------------------- | ---------- |
| 1  | ПриватБанк *                                     | 11 668 227                               | -23 914 052                              | ▲(48,79)   |
| 2  | Райффайзен Аваль **                              | 5 087 934                                | 4 468 581                                | ▲13,86     |
| 3  | Укрсиббанк **                                    | 2 657 943                                | 1 467 441                                | ▲81,12     |
| 4  | ПУМБ ***                                         | 2 037 521                                | 785 827                                  | ▲159,28    |
| 5  | OTP Bank **                                      | 1 974 310                                | 1 021 365                                | ▲93,30     |
| 6  | Crédit Agricole **                               | 1 462 649                                | 1 109 501                                | ▲31,82     |
| 7  | Сітібанк **                                      | 1 414 626                                | 1 023 874                                | ▲38,16     |
| 8  | Sense Bank **                                    | 1 258 335                                | 597 216                                  | ▲110,70    |
| 9  | Укрексімбанк *                                   | 958 497                                  | 784 043                                  | ▲22,25     |
| 10 | Укргазбанк *                                     | 766 109                                  | 627 812                                  | ▲22,02     |
| 11 | ПроКредит **                                     | 662 457                                  | 487 258                                  | ▲35,95     |
| 12 | А-Банк ***                                       | 620 464                                  | 278 861                                  | ▲122,49    |
| 13 | Кредобанк **                                     | 520 342                                  | 402 180                                  | ▲29,38     |
| 14 | ING **                                           | 510 977                                  | 200 181                                  | ▲155,25    |
| 15 | Таскомбанк ***                                   | 429 257                                  | 152 861                                  | ▲180,81    |
| 16 | Ідея Банк **                                     | 336 271                                  | 138 544                                  | ▲142,71    |
| 17 | Південний ***                                    | 282 278                                  | 51 891                                   | ▲443,98    |
| 18 | Кліринговий Дім ***                              | 188 913                                  | -347 035                                 | ▲(54,43)   |
| 19 | Ощадбанк *                                       | 131 774                                  | 558 523                                  | ▼-76,40    |
| 20 | Банк Восток ***                                  | 120 023                                  | 82 465                                   | ▲45,54     |
| —  | Усіх банків в Україні (прибуткових та збиткових) | 16 466 557                               | −28 102 567                              | ▲(58,59)   |

Примітки: 

* Банки з державною часткою власності

** Банки іноземних банківських груп

*** Банки з приватним капіталом

### 10 найбільших банків (за кількістю платіжних карток)
Цей показник виділяє банки які займають найбільшу частку на роздрібному банківському ринку України. У таблиці перераховані 10 найбільших українських банків за кількістю емітованих платіжних карток (разом на них припадає 92 % від загального числа емітованих та 94 % від загального числа активних карток в Україні). Також вказані кількості банкоматів, платіжних терміналів, торговельних POS-терміналів та відділень якими володіють ці банки. Усі дані станом на 1 січня 2019 року.
| #  | Банк               | Платіжних карток | Платіжних карток | Платіжних карток | Банкоматів | Платіжних терміналів | Торговельних POS-терміналів | Відділень |
| #  | Банк               | в обігу1         | з них активні2   | частка активних3 | Банкоматів | Платіжних терміналів | Торговельних POS-терміналів | Відділень |
| -- | ------------------ | ---------------- | ---------------- | ---------------- | ---------- | -------------------- | --------------------------- | --------- |
| 1  | ПриватБанк         | 29 295 288       | 20 423 677       | 69 %             | 7 144      | 12 659               | 170 538                     | 2 021     |
| 2  | Ощадбанк           | 11 632 822       | 6 147 250        | 52 %             | 3 118      | 3 178                | 45 177                      | 2 630     |
| 3  | Райффайзен Банк    | 3 402 509        | 2 284 058        | 67 %             | 1 987      | 418                  | 25 185                      | 503       |
| 4  | ПУМБ               | 2 446 057        | 802 618          | 32 %             | 685*       | 0                    | 3 622                       | 180       |
| 5  | Sense Bank         | 2 271 460        | 2 074 660        | 91 %             | 596        | 0                    | 5 125                       | 252       |
| 6  | Укрсиббанк         | 2 188 621        | 1 050 407        | 48 %             | 1 013      | 107                  | 4 542                       | 300       |
| 7  | А-Банк             | 1 094 791        | 555 710          | 50 %             | 0          | 0                    | 0                           | 225       |
| 8  | Укргазбанк         | 1 036 578        | 425 789          | 41 %             | 649**      | 0                    | 1 052                       | 246       |
| 9  | OTP Bank           | 809 024          | 412 625          | 51 %             | 24***      | 0                    | 133                         | 86        |
| 10 | Універсал Банк     | 770 025          | 551 270          | 71 %             | 7**        | 0                    | 0                           | 26        |
| —  | Усього (в Україні) | 59 389 642       | 36 949 369       | 62 %             | 18 381     | 16 615               | 278 993                     | 8 509     |

Примітки: 

1 зазначається загальна кількість емітованих банком платіжних карток, термін дії яких не закінчився.

2 зазначається загальна кількість емітованих банком платіжних карток, за якими була здійснена хоча б одна видаткова операція за останні три місяці

3 зазначається частка активних карток від загальної кількості емітованих банком карток — якісний показник популярності послуг банку

* банкомати цього банку належать до об'єднаної мережі «РАДІУС», яка налічує близько 1,5 тис. банкоматів.

** банкомати цього банку належать до об'єднаної мережі «УкрКарт», яка налічує близько 1 тис. банкоматів.

*** банкомати цього банку належать до об'єднаної мережі «АТМоСфера», яка налічує близько 1 тис. банкоматів.

## Банки, що припинили банківську діяльність

### Перелік банків з тимчасовою адміністрацією
У цьому розділі міститься інформація про банки, які були віднесені Національним банком України до категорії неплатоспроможних, але банківська ліцензія яких не була відкликана. 
Відповідно до законодавства України, у випадку визнання банку неплатоспроможним, до нього вводиться тимчасова адміністрація Фонду гарантування вкладів фізичних осіб (ФГВФО). 
Основне завдання тимчасової адміністрації це визначення оптимального способу виведення банку з ринку із переліку, визначених Законом. Всього визначено 5 можливих способів:
- продаж неплатоспроможного банку інвестору;
- створення та продаж інвестору перехідного банку;
- відчуження всіх або частини активів і зобов'язань до приймаючого банку з подальшою ліквідацією банку;
- ліквідація банку з відчуженням у процесі ліквідації всіх або частини його активів і зобов'язань на користь приймаючого банку.
- ліквідація банку.

Якщо за період тимчасової адміністрації (згідно з законодавством тимчасова адміністрація вводиться на 1 місяць і максимально може бути продовжена ще на 1 місяць) для неплатоспроможного банку не буде знайдено інвестора, за пропозицією Фонду гарантування, НБУ приймає рішення про відкликання ліцензії та ліквідацію банку (див. Категорія:Ліквідовані банки України).
Починаючи з 7 лютого 2025 року банки з тимчасовою адміністрацією ФГВФО відсутні.

### Банки в стадії ліквідації та ліквідовані банки
- Авант-Банк
- Автокразбанк
- Аксіома Банк
- Актабанк
- Актив-банк
- Артем-банк
- БГ Банк
- Банк Богуслав
- Брокбізнесбанк
- Вектор Банк
- Банк Велес
- Всеукраїнський банк розвитку
- ВТБ Банк
- Банк Гефест
- Грін Банк
- Банк Даніель
- Дельта Банк
- Демарк
- Держзембанк
- Діамантбанк
- Експобанк
- Енергобанк
- Євробанк
- Єврогазбанк
- Західінкомбанк
- Земельний банк
- Земельний Капітал
- Златобанк
- Банк Золоті Ворота
- Імексбанк
- Інвестбанк
- Інвестиційно-трастовий Банк
- Інпромбанк
- Інтеграл-банк
- Інтербанк
- ІнтерКредитБанк
- Камбіо Банк
- Банк Капітал
- Банк Київ
- Київська Русь
- КласикБанк
- Банк Контракт
- Кредитпромбанк
- КСГ Банк
- Легбанк
- Місто Банк
- Меліор Банк
- Меркурій
- Банк Михайлівський
- Міський Комерційний Банк
- Банк Морський
- МР Банк
- Надра Банк
- Банк Народний капітал
- Банк Національні інвестиції
- Банк Національний кредит
- Банк Новий
- Омега Банк
- Банк Петрокоммерц-Україна
- Південкомбанк
- Банк Порто-Франко
- Прайм-Банк
- Банк Преміум
- Промекономбанк
- Промінвестбанк
- ПроФін Банк
- Реал Банк
- Банк Ренесанс Капітал (Об'єднання з ПУМБ)
- Родовід банк
- Банк Січ
- Смартбанк
- Банк Софіївський
- Банк Союз
- Банк Стандарт
- Старокиївський Банк
- Банк Столичний
- Східно-промисловий банк
- Банк Таврика
- Терра Банк
- Банк ТК Кредит
- Банк Траст
- Банк Укоопспілка
- Укрбізнесбанк
- Укргазпромбанк
- Укрінбанк
- Укркомунбанк
- Унікомбанк
- УПБ
- УФС Банк
- Фідобанк
- Фінанс Банк
- Фінанси і Кредит
- Фінансова ініціатива
- Фінбанк
- Фінексбанк
- Фінростбанк
- Фортуна-Банк
- Банк Форум
- Хрещатик
- Чорноморський банк розвитку та реконструкції
- Erde Bank
- Platinum Bank
- Radical Bank
- Union Standard Bank
- Unison Bank
- VAB банк

### Банки в стадії ліквідації (з 2022 року)
У цьому розділі міститься інформація про банки, в яких було відкликано банківську ліцензію та розпочато ліквідацію, починаючи з 2022 року. Загалом, станом на 7 лютого 2025 року, Фондом гарантування вкладів фізичних осіб ліквідується 55 банків, по частині з яких ліквідаційну процедуру завершено, але юридичну особу не припинено шляхом внесення відповідного запису до ЄДР. 
Протягом 2022 року Національним банком України було відкликано банківську ліцензію в 4 банках: МР Банк, Промінвестбанк, Мегабанк та Банк Січ. 
У 2023 році відкликано банківську ліцензію та розпочато ліквідаційну процедуру в 4 банках: Банк Форвард, Айбокс Банк, АКБ Конкорд, Укрбудінвестбанк.
У 2024 році 1 банк пішов з ринку, добровільно здавши ліцензію, без ліквідації юридичної особи, а шляхом реорганізації у фінансову компанію (АТ "АЛЬПАРІ БАНК"). Наприкінці 2024 року було визнано неплатоспроможним АТ "КОМІНВЕСТБАНК", ліцензію  в якого було відкликано 6 лютого 2025 року та запроваджено ліквідаційну процедуру Фонду гарантування вкладів фізичних осіб.

#### Мегабанк
З 3 червня 2022 року було запроваджено тимчасову адміністрацію ФГВФО в Мегабанку.
На підставі рішення Правління Національного банку України від 21 липня 2022 року було відкликано банківську ліцензую та Фондом гарантування вкладів фізичних осіб розпочато ліквідаційну процедуру банку з 22 липня 2022 року до 21 липня 2025 року включно. Повноваження ліквідатора було делеговано Білій Ірині Володимирівні.

#### Банк Січ
9 серпня 2022 року Національний банк України відніс до категорії неплатоспроможних АТ «Банк Січ» у зв'язку з невиконанням банком у встановлений договором строк своїх зобов'язань перед Національним банком за кредитами рефінансування через недостатність коштів. 10 серпня 2022 року в банку було запроваджено тимчасову адміністрацію ФГВФО.
Законодавством України передбачено декілька шляхів виведення банку з ринку — продаж всього банку інвестору, продаж частини активів неплатоспроможного банку інвестору з подальшою ліквідацією або ліквідація банку. Фондом гарантування було оголошено відповідні конкурси щодо продажу банків або частини активів зацікавленим інвесторам. Обидва конкурси не були успішними, відтак Національним банком України були ухвалені рішення про ліквідацію банків.
Ліквідаційна процедура Мегабанку була розпочата 22 липня 2022 року, а Банку Січ з 10 жовтня 2022 року. Ліквідація зазначених банківських установ здійснюється Фондом гарантування та триватиме 3 роки.
Із набранням чинності Закону України від 01 квітня 2022 року № 2180-IX «Про внесення змін до деяких законів України щодо забезпечення стабільності системи гарантування вкладів фізичних осіб» кожен вкладник АТ «МЕГАБАНК», АТ «Банк Січ», АТ «Банк Форвард» та «Айбокс Банк» отримає від ФГВФО відшкодування в повному розмірі вкладу, включаючи відсотки, нараховані станом на кінець дня, що передує дню початку процедури виведення банку з ринку, крім випадків, передбачених частиною четвертою статті 26 Закону України «Про систему гарантування вкладів фізичних осіб».

#### Банк Форвард
07 лютого 2023 року Національний банк України ухвалив рішення про віднесення до категорії неплатоспроможних АТ «Банк Форвард» у зв'язку з неприведенням банком своєї діяльності у відповідність до вимог законодавства, у тому числі нормативно-правових актів Національного банку після віднесення його до категорії проблемних. А також, ураховуючи подальше суттєве й незворотне погіршення фінансового стану цього банку за відсутності дієвих заходів для його поліпшення та неможливість і недостатність запланованої АТ «Банк Форвард» капіталізації.
08 лютого 2023 року Фонду гарантування вкладів фізичих осіб розпочав процедуру виведення АТ «Банк Форвард») з ринку шляхом запровадження в ньому тимчасової адміністрації строком на один місяць з 08 лютого 2023 року до 07 березня 2023 року (включно).
07 березня 2023 року Національним банком України було відкликано банківську ліцензію в АТ «Банк Форвард», а 8 березня 2023 року Фонд гарантування вкладів фізичних осіб розпочав ліквідаційну процедуру банку, яка має тривати три роки, до 07 березня 2026 року.

#### Айбокс Банк
7 березня Національний банк України відкликав ліцензію у Айбокс Банку (iBox Bank) у зв'язку із систематичним порушення Банком вимог законодавства у сфері запобігання та протидії легалізації (відмиванню) доходів, одержаних злочинним шляхом, фінансуванню тероризму та фінансуванню розповсюдження зброї масового знищення.
Частка фінустанови становила 0,1 % від активів платоспроможних банків, тож виведення його з ринку не вплине на стабільність банківського сектору України. Айбокс Банк став другим банком у 2023 році. який втратив ліцензію (також 7 березня 2023 року було відкликано банківську ліцензію в Банку Форвард).

#### Конкорд Банк
1 серпня 2023 року Національний банк України ухвалив рішення про відкликання банківської ліцензії та його ліквідацію, Відповідне рішення ухвалене згідно зі статтею 77 Закону України «Про банки і банківську діяльність» у зв'язку із систематичним порушенням Банком вимог законодавства у сфері запобігання та протидії легалізації (відмиванню) доходів, одержаних злочинним шляхом, фінансуванню тероризму та фінансуванню розповсюдження зброї масового знищення. Частка фінустанови становила 0,17 % від активів платоспроможних банків, тож виведення його з ринку не вплине на стабільність банківського сектору України.

#### Комінвестбанк
5 грудня 2024 року Правління Національного банку України ухвалило рішення  № 425-рш/БТ «Про віднесення АКЦІОНЕРНОГО ТОВАРИСТВА «КОМЕРЦІЙНИЙ ІНВЕСТИЦІЙНИЙ БАНК» до категорії неплатоспроможних". За даними НБУ, частка фінустанови становила 0,04 % від активів платоспроможних банків станом на 01 вересня 2023 року, отже, віднесення АТ «УКРБУДІНВЕСТБАНК» до категорії неплатоспроможних не впливає на стабільність банківського сектору України.
- Частка фінансової установи на ринку становила 0,04% від усіх активів платоспроможних банків станом на 1 листопада 2024 року.
- За прогнозом НБУ, віднесення Комінвестбанку до категорії неплатоспроможних не вплине на стабільність банківського сектору України.
- Рішення було ухвалене у зв’язку з неприведенням банком своєї діяльності у відповідність до вимог законодавства, у тому числі нормативно-правових актів Нацбанку.[88]

6 лютого 2025 року Національний банк України ухвалив рішення про відкликання банківської ліцензії Комінвестбанку. Відповідно,  Фонд гарантування вкладів розпочав ліквідаційну процедуру банку, яка планово триватиме 3 роки, до 5 лютого 2028 року. 
За період тимчасової адміністрації було реалізовано план виведення Комінвестбанку з ринку шляхом передачі частини активів та зобов'язань приймаючому банку з подальшою ліквідацією неплатоспроможного банку. 
31 січня 2025 року було підписано договір про передачу частини активів та частини зобов’язань АТ «КОМІНВЕСТБАНК» до приймаючого банку – АТ «АСВІО БАНК». Зокрема АТ «АСВІО БАНК» передано:
- ⁠всі права та обов’язки боржника за вкладами фізичних осіб, у тому числі ФОП, в АТ «КОМІНВЕСТБАНК» (за винятком сум  отриманого гарантованого відшкодування) та частину зобов’язань перед іншими кредиторами АТ «КОМІНВЕСТБАНК», у тому числі частину зобов’язань за вимогами юридичних осіб.
- ⁠права вимоги за частиною кредитів, виданих АТ «КОМІНВЕСТБАНК» юридичним особам, частину нерухомості, основних засобів, та інших активів АТ «КОМІНВЕСТБАНК».

Загальна сума укладеної угоди склала 303,7 млн грн.